# メリージェーン (靴)

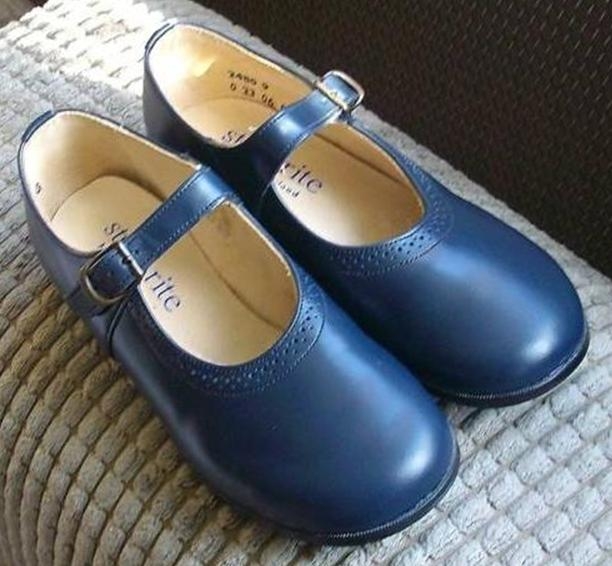
Start-riteのメリージェーン。

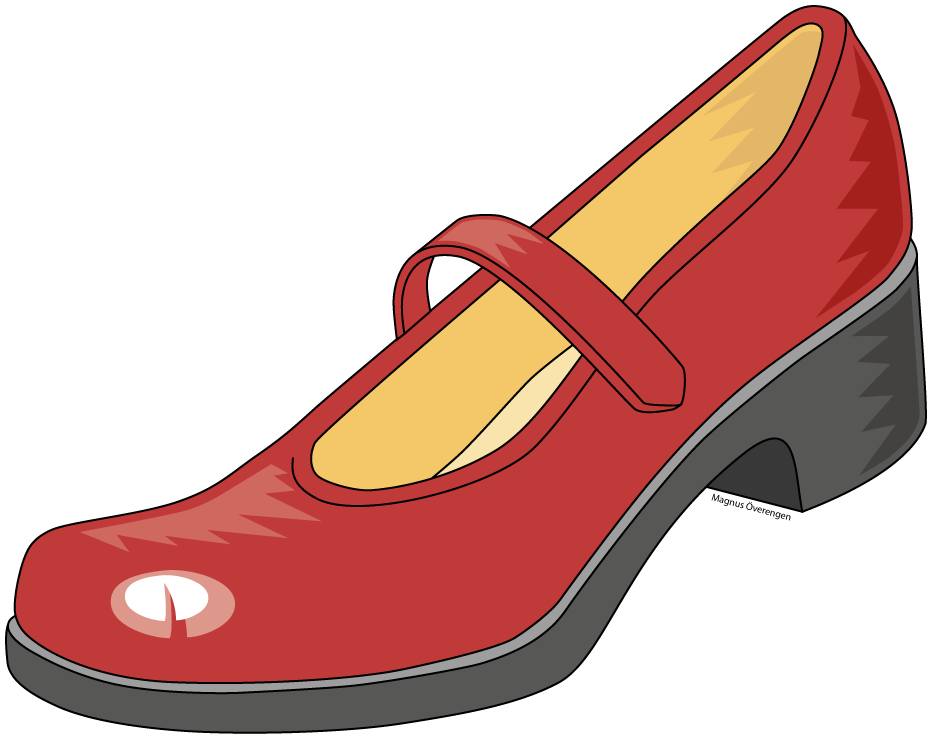
メリージェーン。

メリージェーン（英: Mary Jane）は、ストラップシューズの一種である。主な特徴として、踵が低く、爪先は閉じられ、甲の部分に飾り留め金が通っていることなどが挙げられる。多くは黒のエナメル革で作られていたが、現在ではキャンバスやスエードでできたものもあり、それらにはさまざまな色のものがある。慣例的にメリージェーンは主に少女が使うものとされているが、歴史的にみると、少年もよく使っていた。また、現代では全ての世代の女性が使用するが、少女が履いた場合はフォーマルととられ、成人女性が履いた場合はインフォーマルであるととられる。

## 語源
メリージェーンはリチャード・アウトコルトが1902年に発表したコミック・ストリップ『バスター・ブラウン』の登場人物で、タイトルキャラクターのバスター・ブラウンの妹である。1904年、アウトコルトはセントルイス世界博覧会に行き、最大200社にバスター・ブラウンのキャラクターを広告に使うライセンスを売ろうとした。その中に、後に役者を雇って国内を巡業し、劇場や店でバスター・ブラウンのキャラクターのパフォーマンスをしたブラウン・シュー・カンパニーもあった。その後、バスター・ブラウンの妹が履いていた靴は彼女の名前メリージェーンとして知られるようになった。

## 今日のメリージェーン
伝統的なメリージェーンが広い人気を集める一方、よりスタイリッシュなメリージェーンは靴の底が0.5から1インチ、かかとが3から5インチのプラットフォーム・スタイルである傾向があり、しばしば誇張されたはと目金やバックルがつけられている。これらのスタイルは1990年代後半から2000年代初頭のアメリカ合衆国のパンク・ロック、サイコビリー、ゴス・サブカルチャーの中ではとりわけ人気があり、着用する際にはアクセントをつけるため暗い色調のストライプや模様のニーハイソックスと、女子学生風のチェックでひだのあるスカートを合わせることが多かった。またメリージェーンは一部のキンダーホアやロリータ・ファッションでも人気がある。
ファーギーもソロデビューアルバムの『プリンセス・ファーギー』でメリージェーンについて歌っている。